# Протравливание

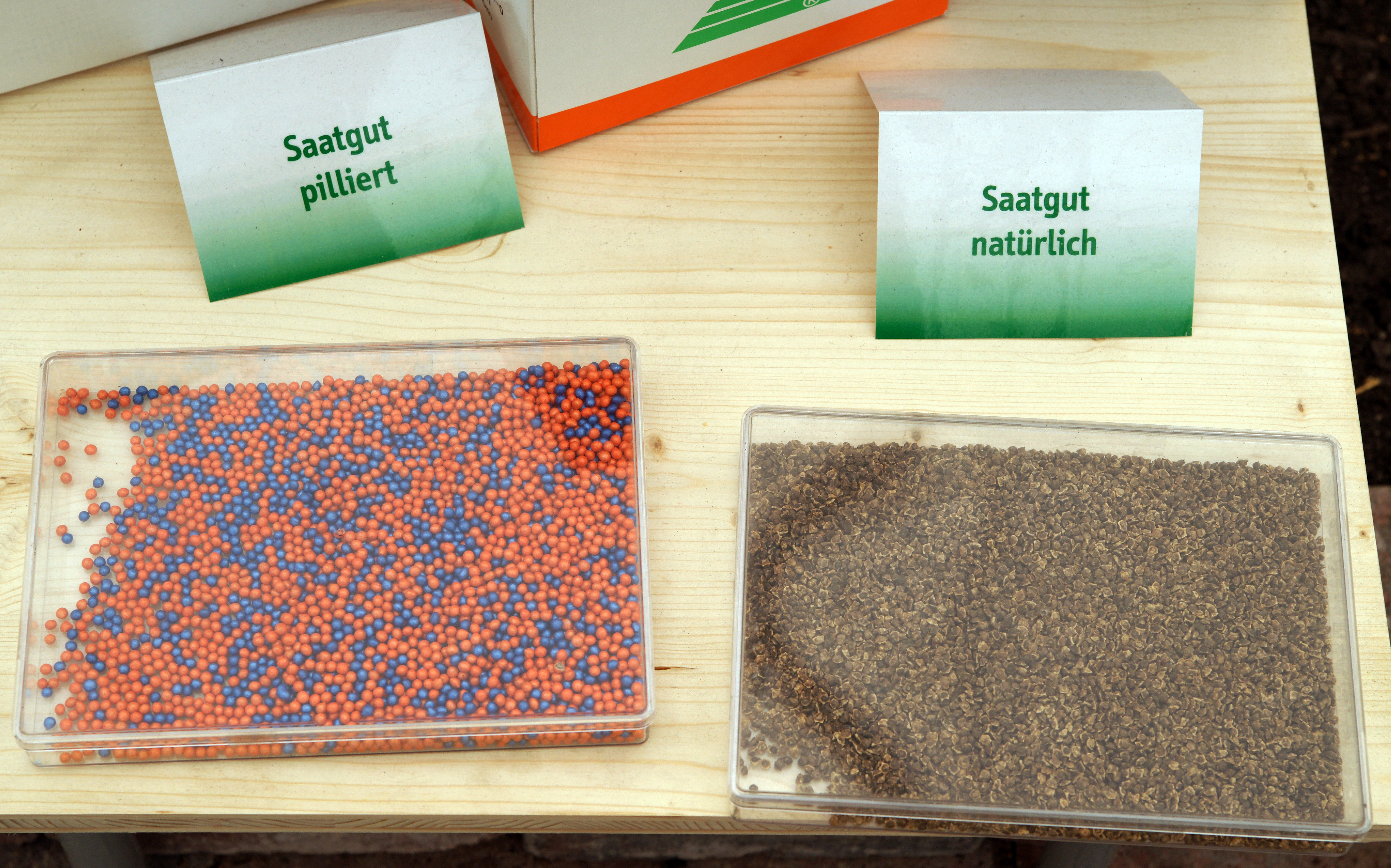
Семена сахарной свёклы: непротравленные (справа) и протравленные (слева)

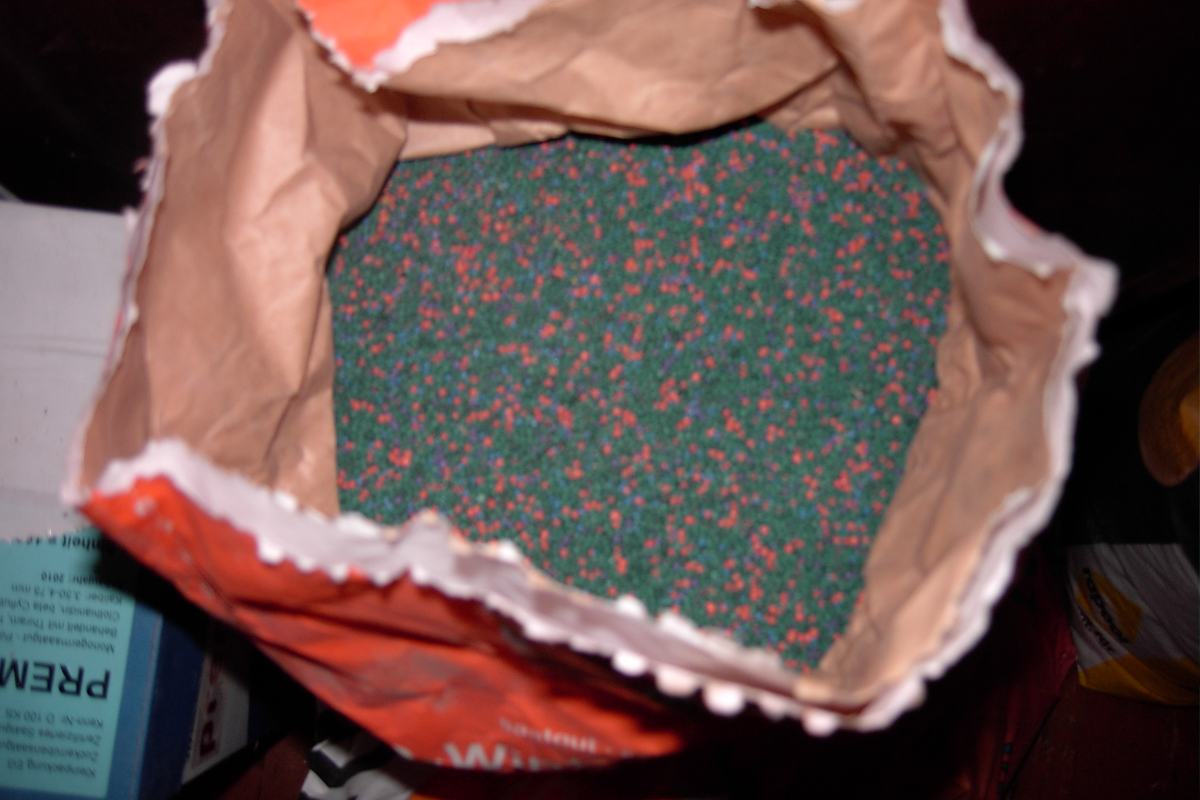
Протравленные семена рапса

Протравливание — химическая обработка семян и посадочного материала с целью уничтожения возбудителей грибных, бактериальных и вирусных заболеваний растений. Может также применяться в отношении почвы и древесины.
Протравливание производится с помощью специальных веществ — протравителей, чрезвычайно разнообразных по своему химическому составу и спектру воздействия. Они могут содержать фунгициды, бактерициды, инсектициды, микроэлементы и т. п. Для осуществления протравливания в больших масштабах используются специальные машины-протравливатели.
По срокам различают предпосевное или предпосадочное протравливание и заблаговременное. Первое осуществляется за 2—3 суток до посадки клубней, луковиц и корнеплодов; второе — за 15—180 суток до посева семян зерновых, овощных и прочих культур.
С точки зрения технологии протравливание бывает:
- сухое (семена смешиваются с порошковидными протравителями);
- полусухое (семена обрабатываются растворами и суспензиями протравителя);
- мокрое (погружение в раствор или суспензию);
- влажное (обработка жидкими протравителями в машинах-протравливателях).

Ввиду высокой токсичности протравителей процедура проводится либо на заводах с соблюдением техники безопасности, либо на открытом воздухе вдали от жилья и источников воды. В целях безопасности протравленные семена имеют сигнальную окраску.